# Horror of Fang Rock
Horror of Fang Rock (L'Horreur de Fang Rock) est le quatre-vingt-douzième épisode de la première série de la série télévisée britannique de science-fiction Doctor Who. Premier épisode de la saison 15, il fut originellement diffusé en quatre parties du 3 au 24 septembre 1977.

## Accroche
Le TARDIS se matérialise près d'un phare perdu dans le brouillard. Alors que Docteur et Leela enquêtent sur une mort mystérieuse, les passagers d'un bateau font naufrage et sont obligés de se réfugier en attendant les secours. Ceux-ci commencent à disparaître un par un.

## Distribution
- Tom Baker — Le Docteur
- Louise Jameson — Leela
- John Abbott – Vince Hawkins
- Colin Douglas – Reuben
- Ralph Watson – Ben
- Sean Caffrey – Lord Palmerdale
- Alan Rowe – Colonel Skinsale
- Annette Woollett – Adelaide
- Rio Fanning – Harker

## Résumé
Alors qu'il tente d'emmener Leela à Brighton le Docteur fait atterrir le TARDIS sur la minuscule île de Fang Rock dans le sud de l'Angleterre au début du XXe siècle. Remarquant un phare qui ne semble pas fonctionner correctement, le Docteur décide d'aller enquêter à l'intérieur, dans l'espoir d'avoir quelques informations sur les directions, l'île étant envahie par le brouillard. Dès leur arrivée dans le phare, le Docteur découvre le cadavre de Ben, l'un des gardiens. Les deux autres gardiens sont un vieil homme superstitieux, Reuben et un jeune apprenti, Vince Hawkins. Tous deux disent avoir vu quelque chose tomber du ciel non loin de l'île et avoir constaté que le courant électrique du phare devient de plus en plus vacillant. Le Docteur en déduit que quelque chose est en train de se nourrir de l'électricité et il rencontre l'opposition de Reuben, persuadé qu'une mystérieuse créature, la bête de Fang Rock, qui aurait tué deux personnes il y a 80 ans, est revenue. Lors de leur enquête, le Docteur et Leela voient quelque chose bouger le cadavre de Ben afin de l'amener au fond de l'eau. De plus, des arcs électriques semblent apparaître, tuant les poissons non loin.
La perte d'électricité dans le phare provoque le crash d'un yacht sur Fang Rock, les quatre survivants sont ramenés dans le phare : Harker, un maître d'équipage; le Colonel James Skinsale; Lord Palmeralde, le propriétaire du bateau et sa secrétaire Adelaide Lessage. Assez mécontent, Palmeralde fait tout pour partir du phare. Il s'avère qu'il a organisé la ruine de Skinsale, une information qui risque de faire changer le cours de la bourse et le rendre riche. C'est la raison pour laquelle ils sont partis de Deauville et ont pris des risques afin d'atteindre Londres le plus vite possible.
Harker et le Docteur retrouvent le corps de Ben, et le Docteur déduit qu'il a servi de leçon d'anatomie pour l'entité extra-terrestre. Il décide de protéger le phare de l'intérieur afin que la créature reste à l'extérieur. Mais la créature prend la forme de Reuben après l'avoir tué et réussi à rentrer à l'intérieur. La créature réussi à tuer Palmeralde en haut du phare et Harker au moment où celui-ci pensait croiser Reuben dans la salle des machines, puis elle s'isole et commence à émettre une lueur verte. Le Docteur découvre les corps d'Harker et de Reuben et découvre que la créature est à l'intérieur.
Celle-ci tue Vince puis Adelaide. Le Docteur réussi à faire changer la créature qui prend alors la forme d'une boule verte. Il s'agit d'un Rutan, les ennemies héréditaires des sontariens. Le Rutan s'est écrasé et tente de rejoindre le vaisseau mère. Sur une suggestion naïve de Leela, le Docteur réussi à convertir l'énergie de l'ampoule géante de sorte à tuer le Rutan, en utilisant les diamants possédé par Palmeralde. C'est en tentant de les récupérer, que Skinsale se fait assassiner par le Rutan. Leela et le Docteur réussisse à tuer le Rutan et à détruire le vaisseau mère avec l'énergie emmagasinée. Ayant regardée l'explosion, Leela devient temporairement aveugle et ses yeux deviennent bleus. Elle repart dans le TARDIS avec le Docteur après que celui-ci ai cité un poème.

### Continuité
- Dans l'épisode, Leela parlent des Tesh-niciens au lieu des techniciens en clin d'œil à la caste des Teshs dans « The Face of Evil. »
- Le Docteur avait déjà évoqué le fait que les Sontariens menaient une guerre éternelle aux Rutans dans « The Time Warrior. »
- À partir de cet épisode, les yeux de Leela passent de marrons à bleues en partie par exigence de Louise Jameson qui souhaitait ne plus porter de lentilles de contact afin de les rendre bruns.